# Талаптинський сільський округ
Талапти́нський сільський округ (каз. Талапты ауылдық округі, рос. Талаптинский сельский округ) — адміністративна одиниця у складі Отирарського району Туркестанської області Казахстану. Адміністративний центр — село Кокмардан.
Населення — 4958 осіб (2021; 5245 у 2009, 4314 у 1999, 3794 у 1989).
Станом на 1989 рік існувала Талаптинська сільська рада (села Интали, Кизилту, Когам, Кокмардан, Леніно, Сариколь, Талапти). Пізніше села Когам, Миншункир (колишнє село Кизилту), Талапти утворили окремий Когамський сільський округ.

## Склад
До складу округу входять такі населені пункти:
| Населений пункт | Колишні назви | Населення, осіб (1989) | Населення, осіб (1999) | Населення, осіб (2009) | Населення, осіб (2021) |
| --------------- | ------------- | ---------------------- | ---------------------- | ---------------------- | ---------------------- |
| Интали, село    | -             | 596                    | 636                    | 791                    | 733                    |
| Кокмардан, село | -             | 2091                   | 2214                   | 2586                   | 2495                   |
| Сариколь, село  | -             | 352                    | 281                    | 443                    | 402                    |
| Шитти, село     | Леніно        | 755                    | 1183                   | 1425                   | 1328                   |